# ستيفن غولدستاين (سائق سيارة سباق)
ستيفن غولدستاين (بالإسبانية: Steven Goldstein)‏ هو سائق سيارة سباق كولومبي، ولد في 23 فبراير 1981 في بوغوتا في كولومبيا.

## وصلات خارجية
- الموقع الرسمي
- ستيفن غولدستاين على موقع DriverDB.com (الإنجليزية)